# Shinile

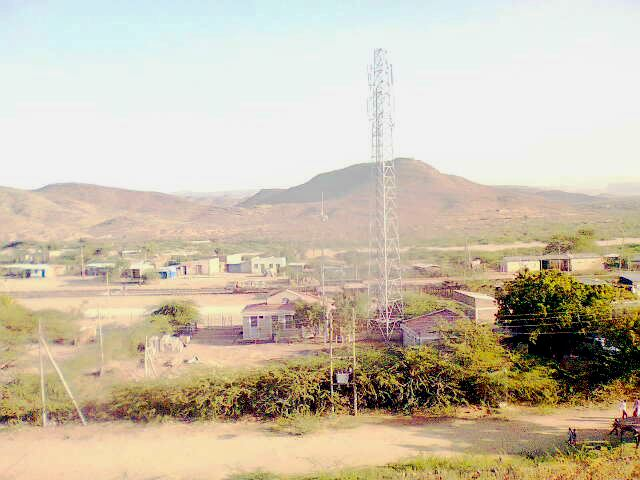
Shinile (2018)

Shinile (auch Shinille, Shenile, Shinnelie; italienisch Scenele, Cinile, Ghiniele) ist ein Ort in der Somali-Region Äthiopiens und Hauptort der gleichnamigen Woreda Shinile und der Shinile-Zone. Die erste Station der Bahnstrecke Addis Abeba-Dschibuti nördlich von Dire Dawa befindet sich in Shinile.
Nach Angaben der Zentralen Statistikagentur Äthiopiens für 2005 hatte Shinile 13.132 Einwohner. 1997 waren von 8.802 Einwohnern 96,58 % Somali, 1,76 % Oromo und 1,5 % Amharen.